# 亚历山大之战 (前30年)
亚历山大之战是亞克興戰爭中的最後一場戰役。
马克·安东尼在此前的亚克兴海战中失去大部分舰队，并被迫将大部分军队留在希腊，最终留在希臘的軍隊在没有补给的情况下向奥古斯都投降。马克·安东尼後來逃到亚历山大。
公元前30年7月1日至7月30日，奥古斯都將马克·安东尼所在的亚历山大包圍。8月初，奥古斯都成功攻破亞歷山大，马克·安东尼和埃及艷后被迫自杀。